# Sasol
Sasol (ursprünglich in afrikaans Suid-Afrikaanse Steenkool-, Olie- en Gasmaatskappy) ist ein transnationales Unternehmen der Erdöl- und chemischen Industrie. Das Unternehmen mit Sitz in Johannesburg ist Südafrikas zweitgrößtes Industrieunternehmen. Es wurde 1950 als South African Coal, Oil and Gas Corporation Limited zur Herstellung von Kraftstoffen aus Vergasungstechnologien gegründet. Das Unternehmen hat 28.630 Beschäftigte weltweit. Der Unternehmensname ist ein Akronym für South African Synthetic Oil Limited.

## Geschichte
Sasol wurde 1950 durch die staatliche Industrial Development Corporation gegründet, um auf Basis der Fischer-Tropsch-Synthese Benzin aus Steinkohle herzustellen. Die Produktion begann 1954. Zur Gründung siehe auch  Fischer-Tropsch-Synthese: Verfahren der Sasol.
Im Jahre 1995 erfolgte ein Joint Venture der Hans-Otto Schümann GmbH & Co KG (Hamburg) und Sasol Wax Ltd. (Südafrika) und machte die Schümann Sasol International AG zum weltweit bedeutendsten Anbieter synthetischer Hartwachse und Heißkleber. Im Zuge der vollständigen Übernahme aller Anteile an der Schümann Sasol International AG durch die Sasol Holding in Germany GmbH im Jahre 2003 erfolgte auch ihre Umfirmierung in die Sasol Wax International AG.  Im Jahr 2017 firmierte die Sasol Wax International AG in die Sasol Wax International GmbH um. Die Sasol Wax International AG fungierte als Muttergesellschaft der Sasol Wax GmbH (s. u.). Aufbauend auf diese Entstehungsgeschichte bot Sasol Wax, bis zum Verkauf am 1. März 2022 an die Awax-Gruppe, die gesamte Bandbreite von Paraffin, Fischer-Tropsch-Hartwachsen und paraffinverwandten Produkten an.
Mit der politischen Öffnung Südafrikas begann die Internationalisierung. 2001 wurde der Vertrag für den Bau einer Gas-to-Liquid-Anlage (GtL-Anlage) in Katar unterzeichnet, die 2007 die Produktion aufnahm. Weitere Verträge für den Bau von CtL-Anlage (Coal to Liquid) oder GtL-Anlagen bestehen in Katar (2007), den USA (2012) und Usbekistan (2012).  Mit der Übernahme von Exel Petroleum 2004 ist Sasol auch im Tankstellengeschäft aktiv.

## Geschäftsaktivitäten

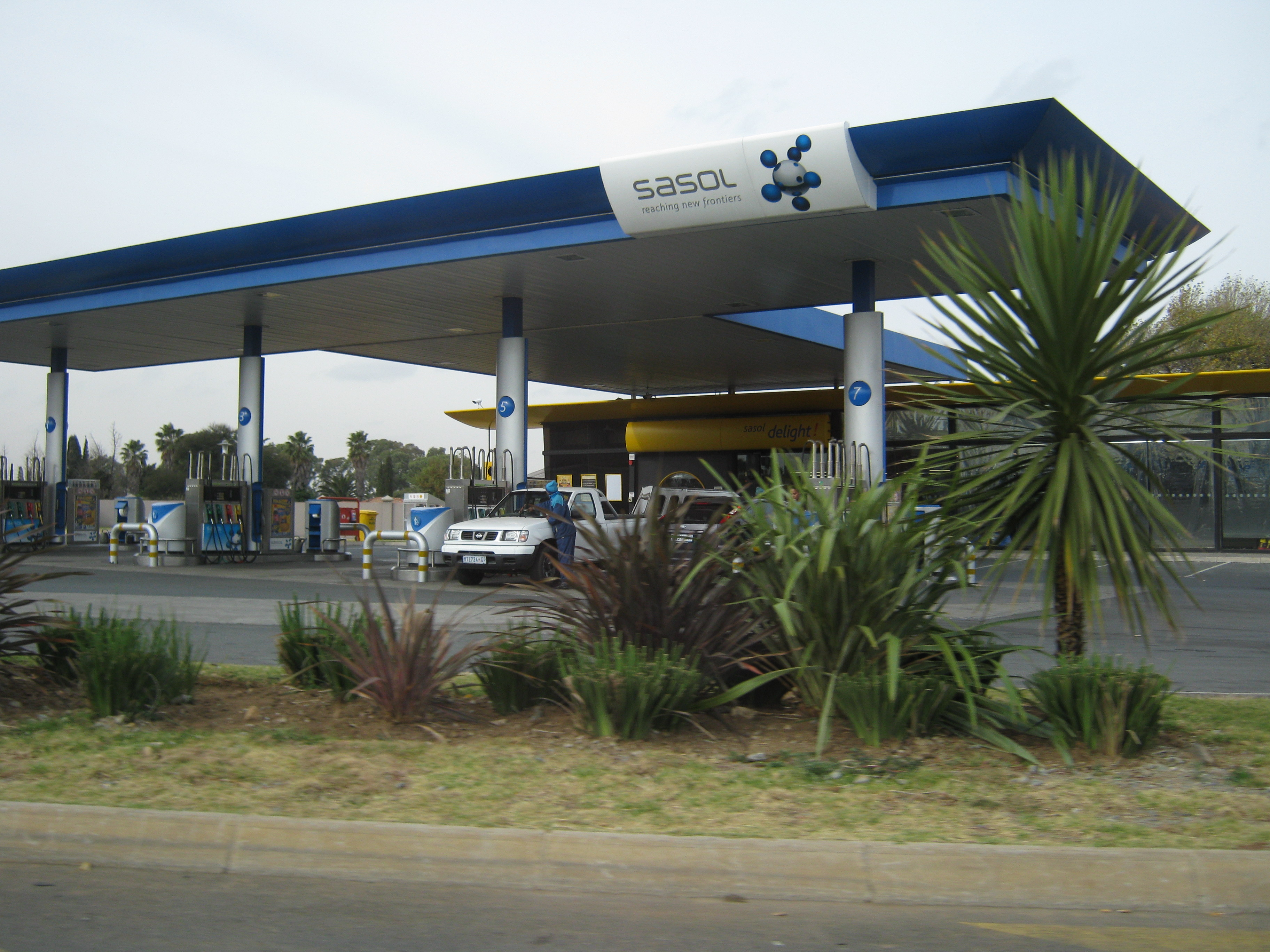
Ein Sasol-Tankstelle in Boksburg, Südafrika

Das Hauptgeschäft von Sasol ist die Weiterverarbeitung von Kohle und Erdgas mittels Kohlevergasung und Fischer-Tropsch-Synthese zu Benzin und Grundstoffen für die chemische Industrie in den Anlagen Sasol 1 (Sasolburg) und Sasol 2 und 3 (beide in Secunda). Der 2021 neu gegründete Geschäftsbereich Sasol ecoFT arbeitet an der Forschung, Entwicklung und Produktion von Kraftstoffen mit geringerem CO2-Fußabdruck, unter anderem von Sustainable Aviation Fuels (SAF). Um die Entwicklung von SAF zu beschleunigen, wurde 2022 das Fischer-Tropsch-Katalysator Forschungsprojekt Care-O-Sene unter der Leitung von Sasol und dem Helmholtz-Zentrum Berlin für Materialien und Energie sowie mit den Projektpartnern Fraunhofer-Institut für Keramische Technologien und Systeme, Karlsruher Institut für Technologie, Universität Kapstadt und Ineratec gegründet. Das Projekt ist Teil der „Nationalen Wasserstoffstrategie“ und wird vom Bundesministerium für Bildung und Forschung  mit 30 Millionen Euro gefördert.
Das Unternehmen besitzt Werke in acht Ländern auf vier Kontinenten, darunter zwei in Deutschland. Diese Länder sind: Südafrika, Deutschland, VR China, Vereinigte Arabische Emirate, Italien, Slowakische Republik, Mosambik und die Vereinigten Staaten. Mitarbeiter von Sasol sind in 22 Ländern tätig, die deutsche Zentrale befindet sich in Hamburg.
Der South African energy cluster betreibt Kohlebergbau in Südafrika (sasol mining), handelt mit Erdgas aus Mosambik (sasol gas), betreibt die CtL-Anlage in Secunda (sasol synfuels), eine Erdölraffinerie und -verarbeitungsanlage, sowie verschiedene Vertriebsaktivitäten einschließlich Tankstellen (sasol oil).
Die 2012 übernommene Sasol Phenolics (Merisol) produziert Kresol und Butylhydroxytoluol.

## Sasolburg und Secunda
Die südafrikanische Stadt Sasolburg ist nach dem Unternehmen benannt, nachdem sie in den 1950er Jahren als Wohnstadt für Angestellte gegründet wurde. Gleiches gilt für die Stadt Secunda, die bei der Errichtung von Sasol 2 ca. 80 km östlich von Johannesburg auf gleiche Weise entstanden ist.

## Sasol in Deutschland

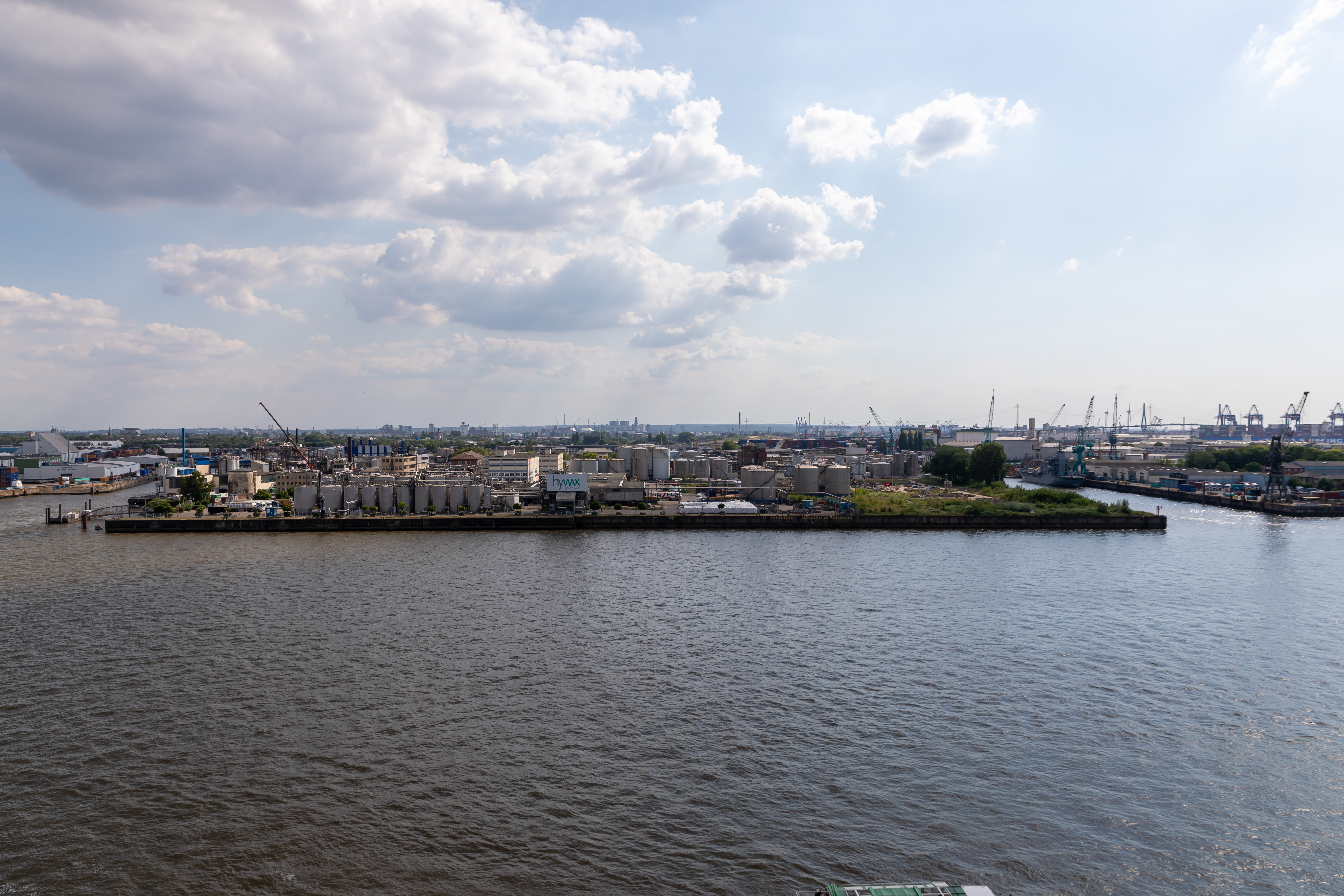
Raffinerie im Hamburger Hafen

Sasol ist in Deutschland mit der Sasol Germany GmbH vertreten, die ihren Hauptsitz in Hamburg hat. Bis 2022 gehörten auch zwei Werke in Hamburg unter dem Namen Sasol Wax GmbH zu Sasol.
Die Sasol Germany GmbH entstand 2001 durch Übernahme der CONDEA von RWE Dea. In ihren zwei Werken in Brunsbüttel und Marl produziert Sasol Germany vor allem Tenside, Aluminiumoxide und Vorprodukte wie Fettalkohole und Ethylenoxid. Sasol Germany und die Muttergesellschaft Sasol Chemie vertreiben außerdem weltweit Produkte aus allen Standorten. Sasol Germany beschäftigte im Geschäftsjahr 2021/22, das zum 30. Juni 2022 endete, 1.728 Mitarbeiter und erzielte ein Betriebsergebnis von 134,3 Millionen Euro.  Jens Straatmann wurde im Herbst 2020 Geschäftsführer. Darüber hinaus ist Judith Hübner seit Dezember 2022 Teil der Geschäftsführung. Im April 2019 begann am Standort Brunsbüttel der Bau des neuen Forschungs-, Entwicklungs- und Analytikzentrums. Die Fertigstellung war für 2021 geplant. Auf Grund der Covid-19-Pandemie hat sich der Abschluss der Bauarbeiten verzögert. Im April 2023 wurde das Zentrum offiziell eröffnet. Es soll u. a. zur Beschleunigung der Entwicklung von Produkten, wie z. B. Fettalkoholen,  Spezialchemikalien und hochreiner Tonerde, beitragen. Diese kommen in der Automobil- und Luftfahrtindustrie zum Einsatz und können auch als Hochleistungsschleifmittel genutzt werden. Im Labor wird derzeit an Trägermaterialien für Katalysatoren geforscht, welche für die Produktion von sogenanntem Sustainable Aviation Fuel benötigt werden. Der Standort in Brunsbüttel ist Teil des ChemCoast Parks. 2020 belegte die Sasol Germany GmbH (Standort Brunsbüttel) mit ihrem Projekt zur Wassereinsparung den 1. Platz des Responsible Care-Wettbewerbs des Verbands der Chemischen Industrie Landesverband Nord (VCI Nord).
Die ehemalige Sasol Solvents mit Werken in Moers und Herne wurde zum 1. Juni 2014 von der Ineos übernommen und heißt seitdem INEOS Solvents.
Zum 1. März 2022 wurde die gesamte Sasol Wax GmbH an die italienische Awax-Gruppe verkauft, im Zuge dessen wurde sie in Hywax GmbH umbenannt. Die Sasol Germany GmbH gehört weiterhin zu Sasol Limited.

## Wachskartell
Sasol war der Kartellanführer des sogenannten Wachskartells, das von 1992 bis 2005 den Preis von Paraffinwachs in Europa abgestimmt hat. Gegen Sasol wurde am 1. Oktober 2008 eine Buße von 318 Millionen Euro wegen der Beteiligung am Wachskartell verhängt.